# Kazmotécium
A hifás szerveződésű tömlősgombák (Ascomycota) ivaros szaporodása során egy specifikus spóratartó képlet, az aszkusz (tömlő) jön létre, amelyben kariogámiát (különböző ivarjellegű sejtmagpár összeolvadása) követően redukciós osztódással (meiózis) aszkospórák keletkeznek. Az aszkuszok jellemzően termőtestekben (aszkokarpium) alakulnak ki. Kleisztotécium típusú a termőtest, ha az aszkuszok kerekded, zárt aszkokarpiumban vannak, melynek nincs jellegzetes felnyílási módja. Ennek egy alformája a kazmotécium, ahol az aszkuszok a termőtest alján csokorszerűen helyezkednek el, ez a forma jellemző például a lisztharmatgombákra (Erysiphales). A termőtest belsejében az aszkuszok nem rendezetlenül helyezkednek el, hanem az ún. himéniumon (termőréteg) jönnek létre. A kazmotéciumok fala egy elvékonyodott területen reped fel az aszkospórák szóródását megelőzően. Sejtfal felszínük fajra jellemző függelék rendszerrel ellátott. A függelékek a szétszóródást és rögzítést segítik. Az aszkuszok száma, mérete, illetve a függelékek típusa fajspecifikus. A kazmotéciumok szabad szemmel alig láthatók. Átmérőjük általában 0,1-0,2 mm.